# Петровка (Александровський район)
Петро́вка (рос. Петровка) — село у складі Александровського району Оренбурзької області, Росія.

## Населення
Населення — 545 осіб (2010; 792 у 2002).
Національний склад (станом на 2002 рік):
- росіяни — 71 %